# Die Kluge
Die Kluge (títol original en alemany, en català L'astuta) és una obra dramaticomusical en un acte composta  per Carl Orff sobre un llibret en alemany del mateix compositor, basat en Die kluge Bauerntochter de germans Grimm. Es va estrenar el 20 de febrer de 1943 a l'Òpera de Frankfurt de Frankfurt del Main, dirigida per Otto Winkler.